# San Rafael (Iloilo)
San Rafael é um município de  quarta classe de renda municipal (d) na província Iloilo, nas Filipinas. De acordo com o censo de 1 de maio  de  2020 possui uma população de 17 795 pessoas e 4 340 domicílios.